# 梅州梅县机场
梅州梅县机场（IATA代码：MXZ；ICAO代码：ZGMX），原名梅县长岗岌机场，是中国的一个民用机场，位于广东省梅州市梅江区三角镇梅塘村、三龙村、三角村，于1985年正式兴建，1987年9月1日正式通航，飞行区等级为4C级。经民航局综合司复函同意，2019年6月13日，“梅县长岗岌机场”正式更名为“梅州梅县机场”，机场英文名称为“MEIZHOU MEIXIAN AIRPORT”。

## 航点
| 航空公司     | 目的地     |
| ------------ | ---------- |
| 中國南方航空 | 广州、長沙 |
| 中国联合航空 | 北京       |
| 天津航空     | 上海、海口 |
| 华夏航空     | 重庆       |

## 图集

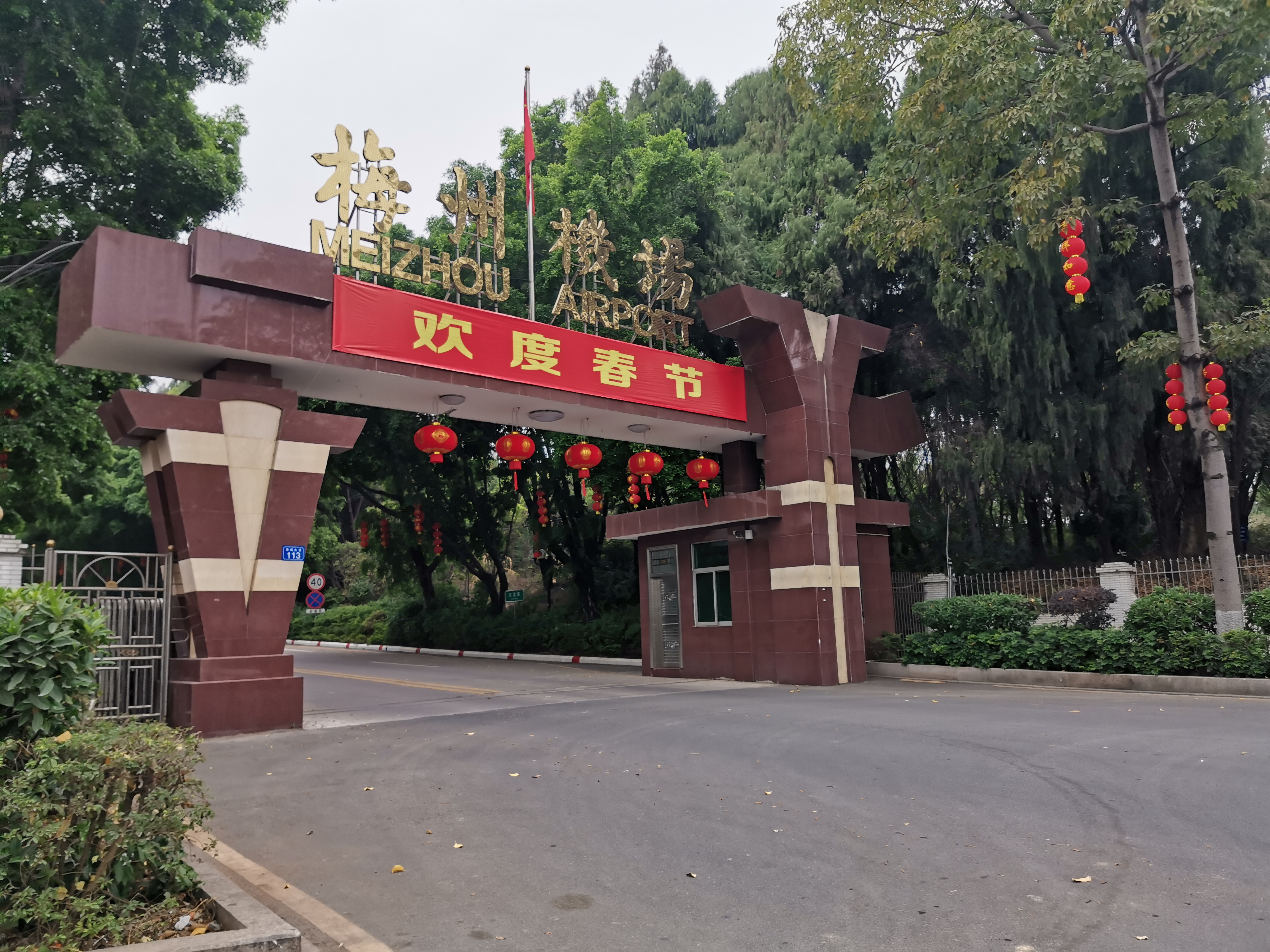
机场大门
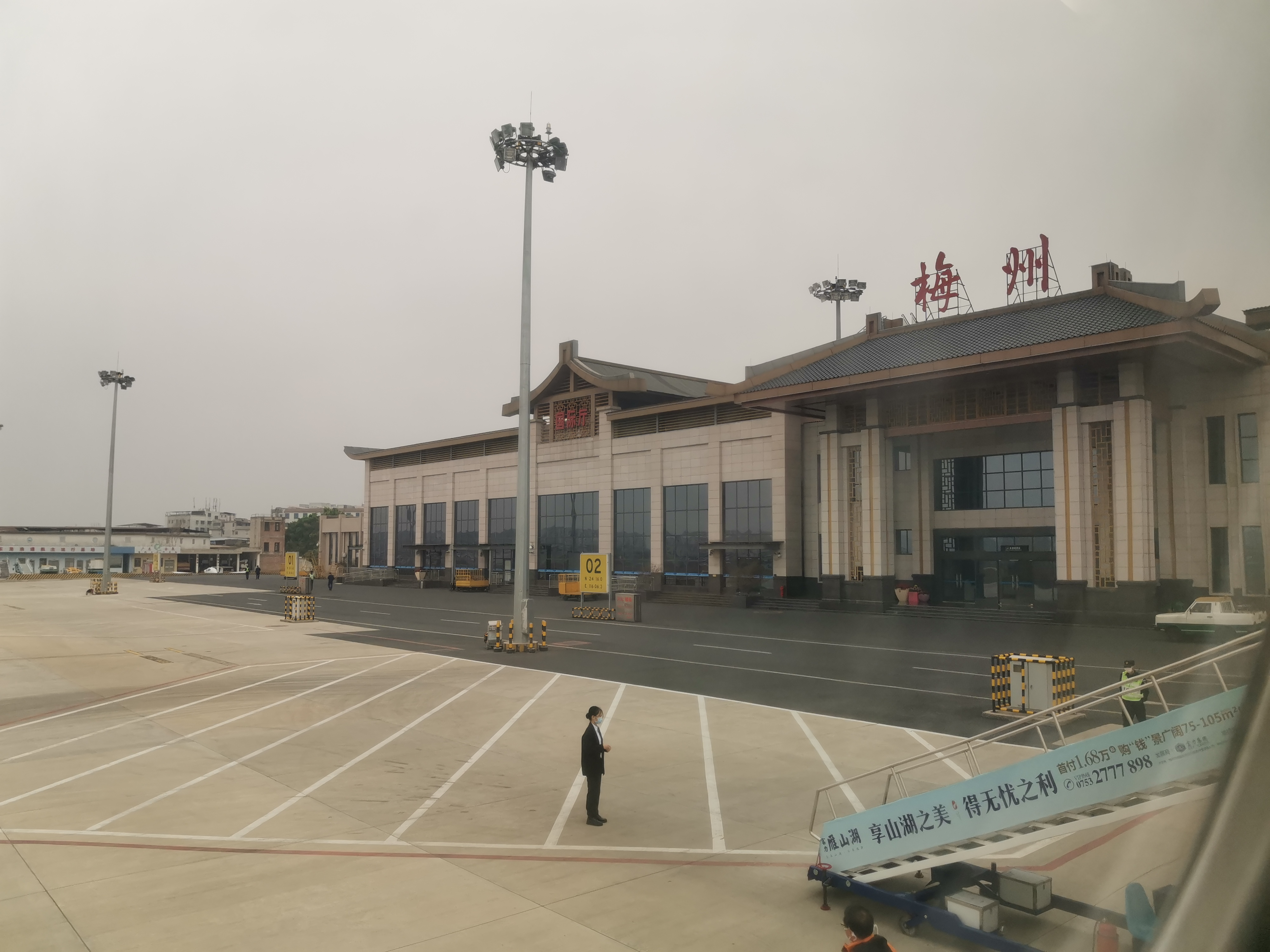
停机坪一侧
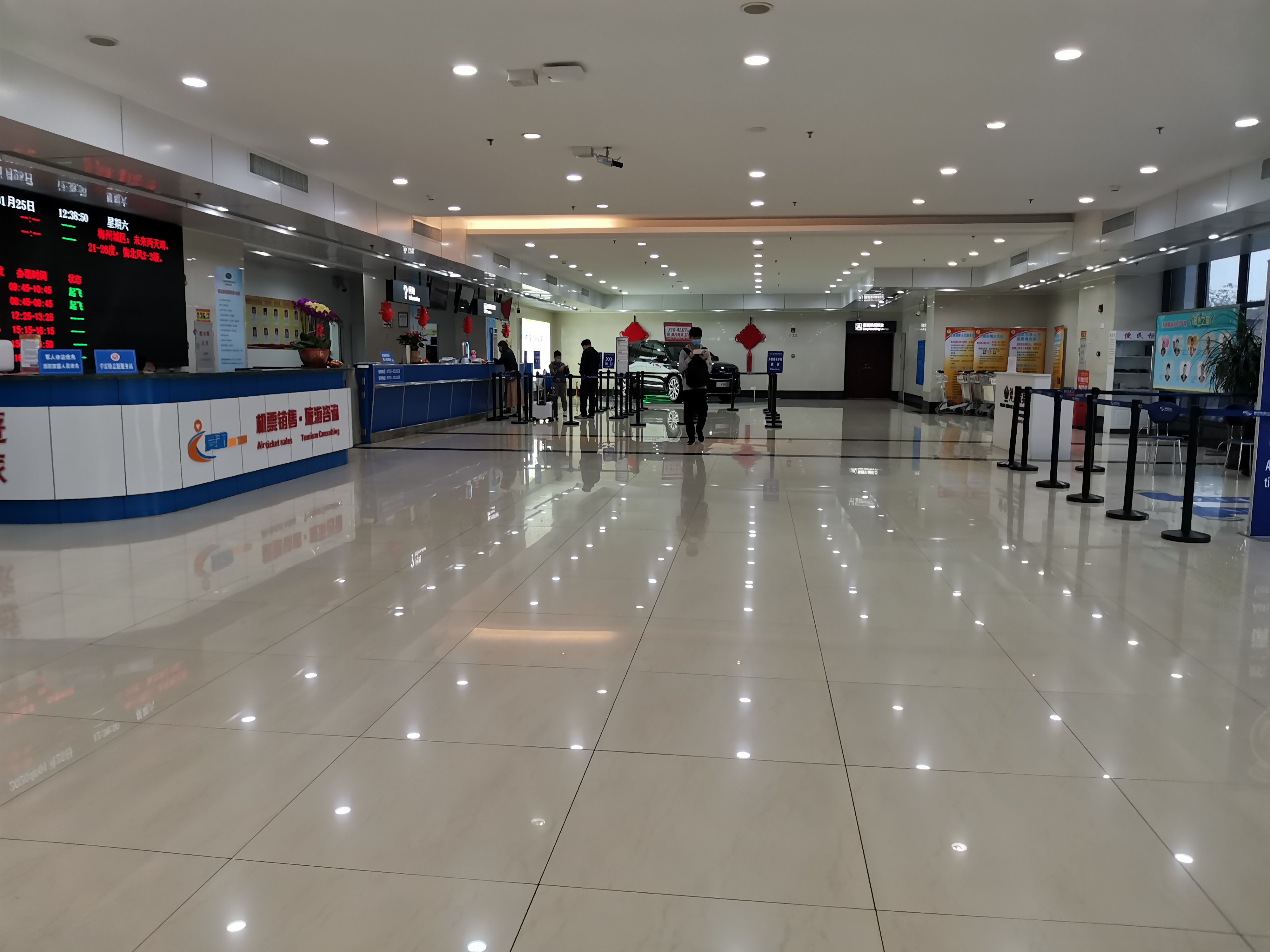
值机大堂
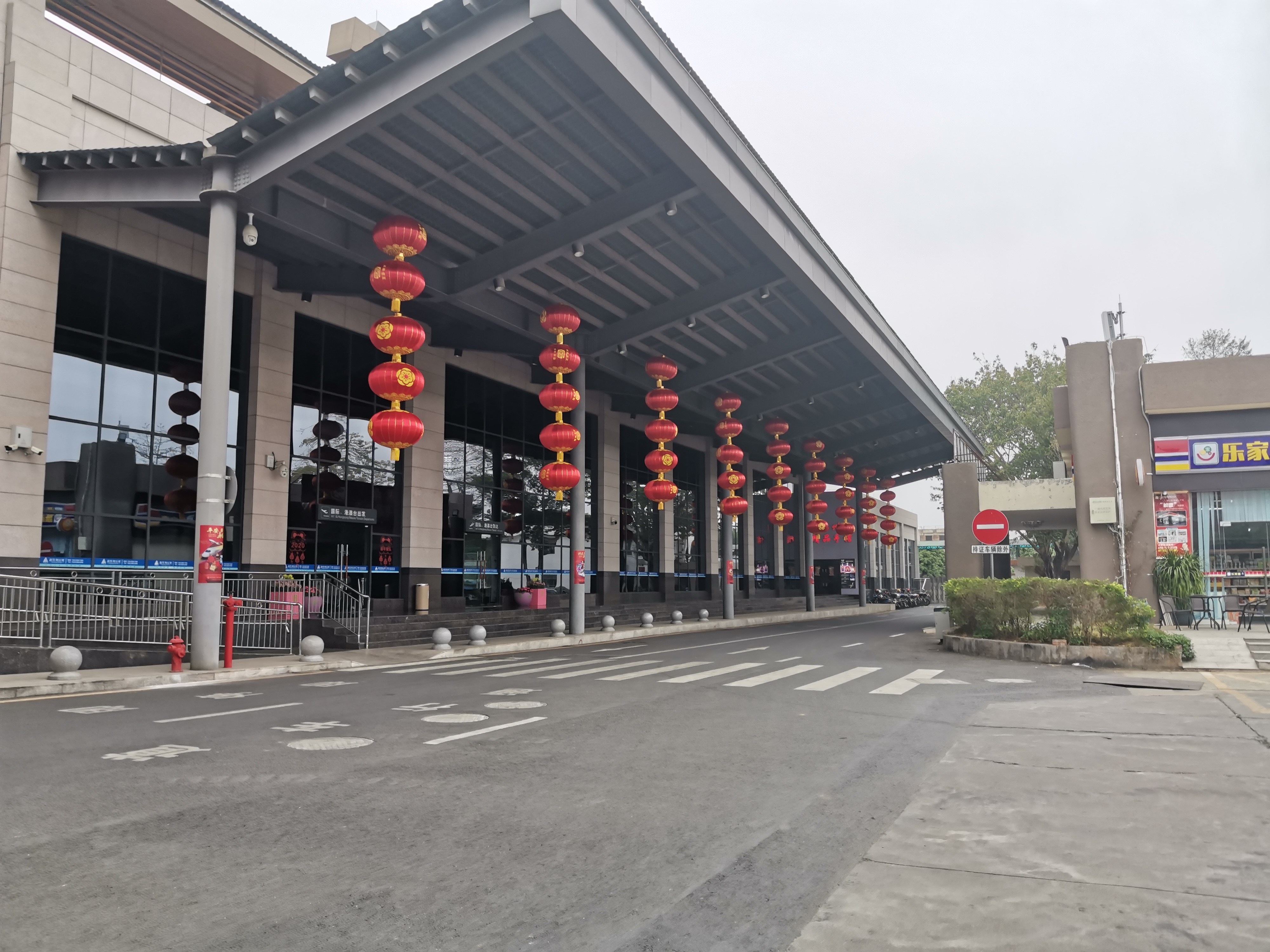
国际港澳台出发区
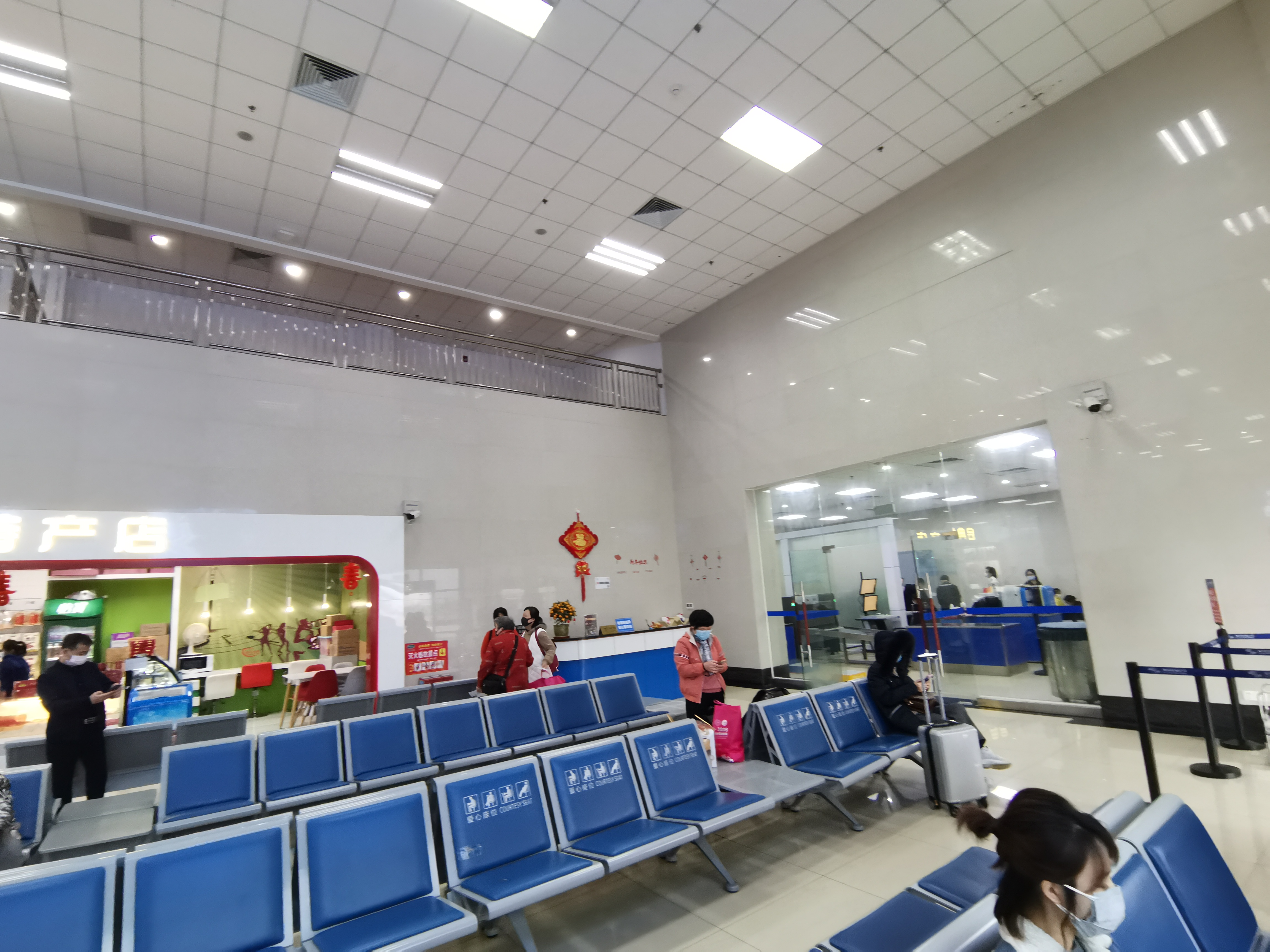
候机厅
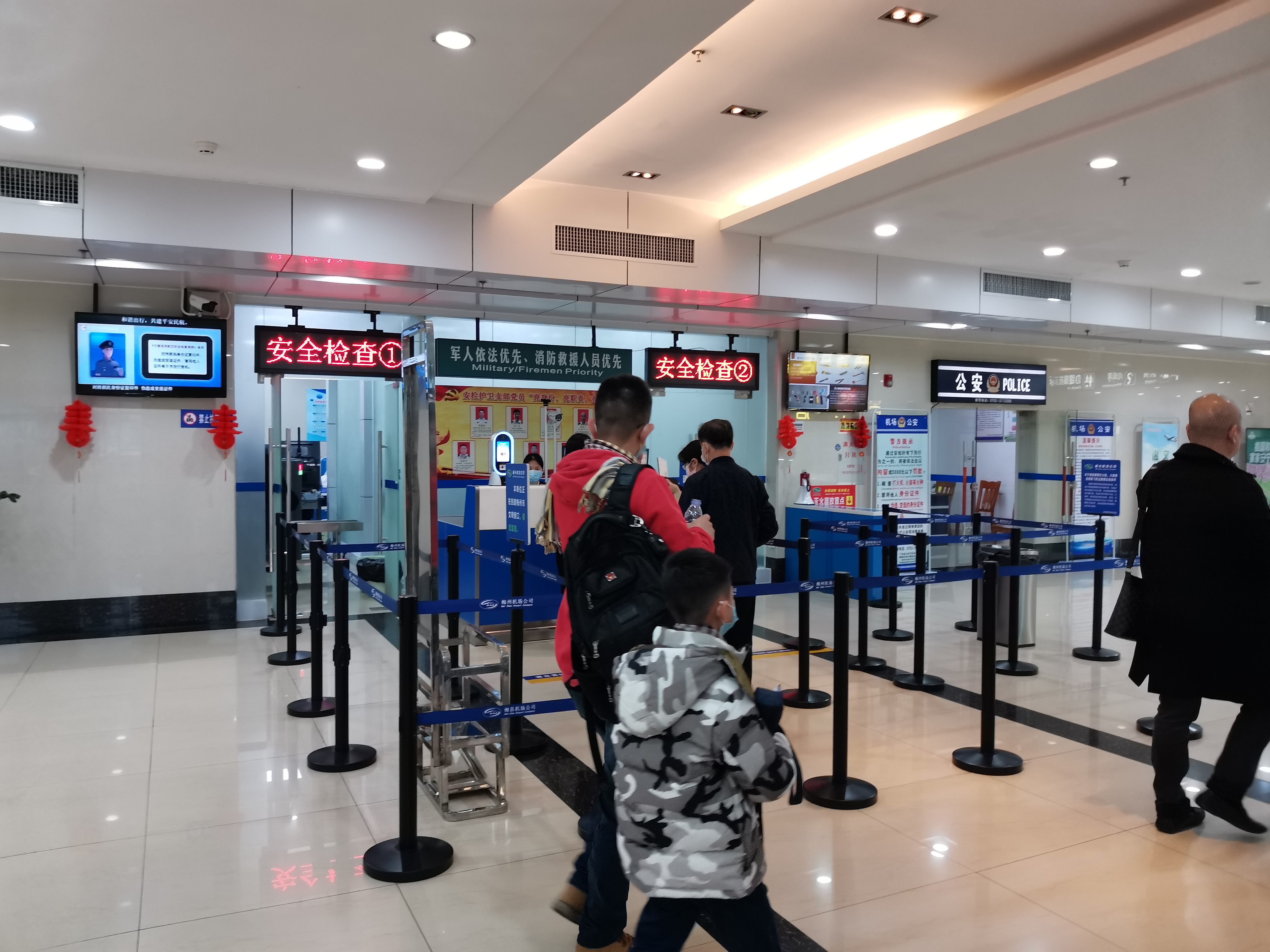
安检通道
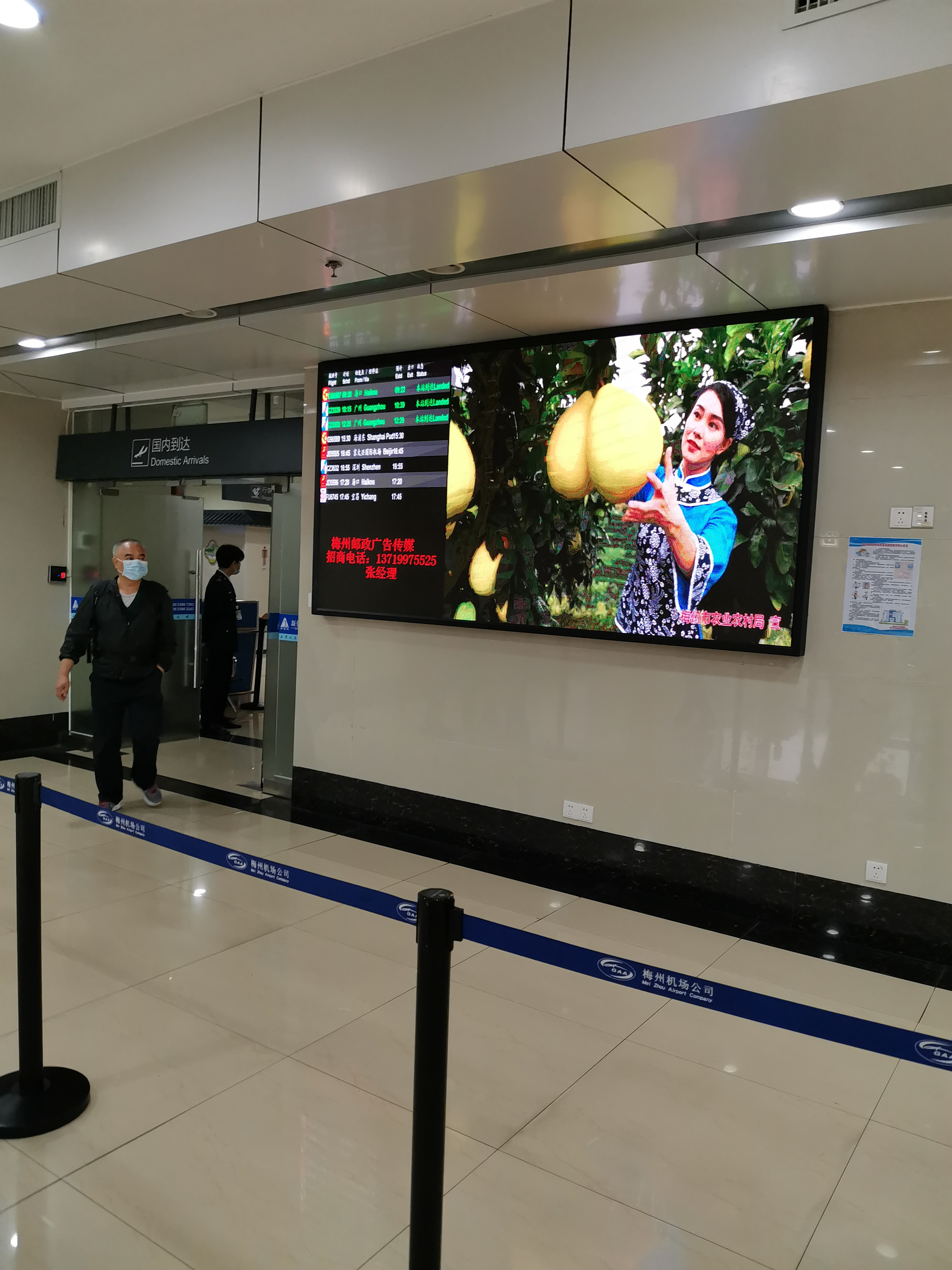
国内到达口
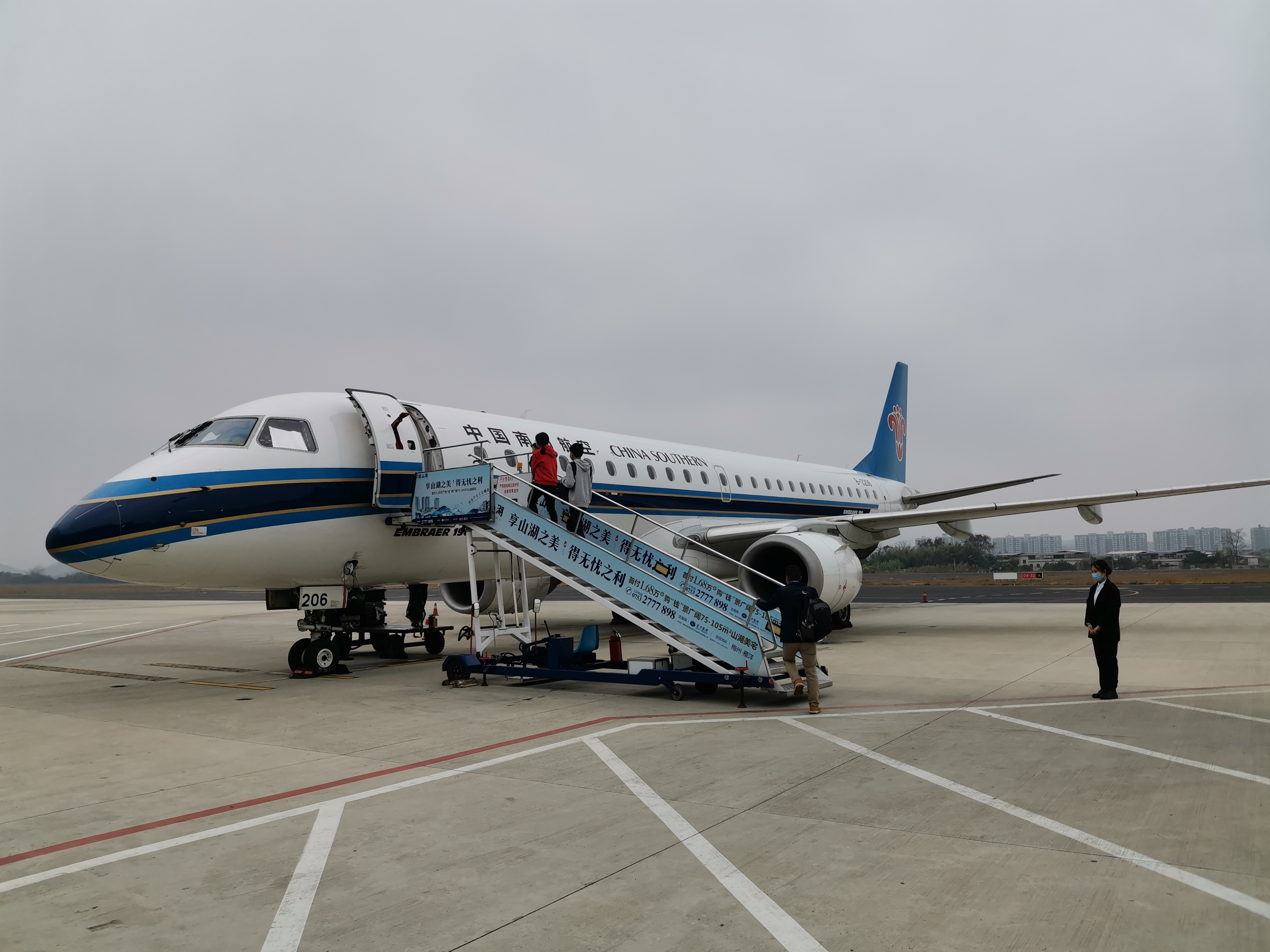
南航E195在停机坪